# Marcella Bella
Giuseppa Marcella Bella  (Catania, 18 juni 1952), beter bekend onder haar artiestennaam Marcella Bella, is een Italiaans zangeres.

## Biografie
Bella werd geboren in Catania in een artistieke familie (haar broers Antonio en Salvatore zijn muzikanten en haar broer Gianni is singer-songwriter) en begon  haar carrière op zeer jonge leeftijd. In 1965 won ze het Festival degli sconosciuti, een overwinning die niet werd toegekend omdat ze twee jaar jonger was dan de regels vereisten. Ze maakte haar opnamedebuut in 1969 met de single "Il pagliaccio" onder de artiestennaam Marcella.
Bella behaalde haar eerste succes in 1971 met de single "Hai ragione tu". In 1972 brak ze door met haar deelname aan het Sanremo Festival met "Montagne verdi", een semi-autobiografisch nummer geschreven door haar broer Gianni, wat een enorme commerciële hit werd. Ze trad later op tijdens andere muzikale evenementen, werd finalist in de editie van 1973 van Canzonissima met "Un sorriso e poi perdonami" en won de Festivalbar met "Io domani". 
Na een periode van relatieve inactiviteit begon Bella begin jaren 1980 muziek op te nemen onder haar volledige naam, en behaalde ze een succes in 1983 met "Nell'aria", een nummer geschreven door Mogol samen met haar broer Gianni. Andere hits volgden gedurende het hele decennium, voornamelijk gekoppeld aan haar deelnames aan het Sanremo Festival, met name "Senza un briciolo di testa" (derde plaats in Sanremo 1986), "Tanti auguri" (Sanremo 1987), "Dopo la tempesta" (Sanremo 1988) en "Verso l'ignoto" (een duet met Gianni Bella gepresenteerd op Sanremo 1990). In de jaren 1990 vertraagde ze haar activiteiten. In 2004 deed ze mee aan de Europese Parlementsverkiezingen met de Nationale Alliantie-partij, maar werd niet verkozen. In 2005 keerde ze terug naar het Sanremo Festival na een afwezigheid van vijftien jaar met het nummer "Uomo bastardo", dat op de tweede plaats eindigde in het "classics" toernooi.
In februari 2024 werd ze geselecteerd om deel te nemen aan de finale van Una voce per San Marino 2024, de nationale selectie van San Marino voor het Eurovisiesongfestival 2024.
- Biblioteca Nacional de España: XX1795554
- Bibliothèque nationale de France: cb16559043b (data)
- Gemeinsame Normdatei: 134325427
- International Standard Name Identifier: 0000 0003 7420 0796
- Library of Congress Control Number: no2011050540
- MusicBrainz: 50574fed-3a38-4982-854f-a15edd3ab867
- Istituto Centrale per il Catalogo Unico: CFIV149856
- Virtual International Authority File: 87591754
- WorldCat: E39PBJdRxWdrvKXvy4MrkpWbh3